# تشارلز إس. روبرتس
تشارلز إس. روبرتس (بالإنجليزية: Charles Swann Roberts)‏ هو مؤلف لعب ‏ أمريكي، ولد في 3 فبراير 1930، وتوفي في 20 أغسطس 2010 في بالتيمور في الولايات المتحدة.

## وصلات خارجية
- تشارلز إس. روبرتس على موقع إن إن دي بي (الإنجليزية)